# Panulirus inflatus
Panulirus inflatus is een tienpotigensoort uit de familie van de Palinuridae. De wetenschappelijke naam van de soort is voor het eerst geldig gepubliceerd in 1895 door Bouvier.